# Герб Горностаївського району
Герб Горностаївського району — офіційний символ Горностаївського району, затверджений рішенням сесії районної ради.
Автор проекту герба — Андрій Гречило

## Опис
Щит скошений зліва. На верхньому лазуровому полі летить срібна чайка; на нижньому золотому зелений кавун із золотими смужками; на червоній главі срібний горностай. Щит обрамлено декоративним картушем, увінчаним золотою територіальною короною; у нижній частині картуша вміщено колоски пшениці. 